# Hawkinsara
Hawkinsara, (abreviado Hknsa) en el comercio, es un híbrido intergenérico entre los géneros de orquídeas Broughtonia, Cattleya, Laelia y Sophronitis.